# Río Meiro
El río Meiro es un corto río del norte de España, un afluente por la margen izquierda del río Navia que discurre por el occidente del Principado de Asturias.

## Curso
Tiene su nacimiento en las inmediaciones del pico de Penouta, al sureste, en una zona conocida como Urdieira y cercana a la Ermita de San Isidro en el concejo de Boal. Pequeños arroyos se le unen en todo su recorrido. En su parte alta se le conoce como río Negro. Deja en su ladera izquierda el pueblo de Coba, sus aguas entran más tarde en el concejo de Coaña, en el límite entre concejos se le une por la derecha el arroyo de Castelo. Más tarde ya en Las Mestas se junta con el arroyo de Lebredo y atraviesa Nadóu. Deja en su valle Llosoiro por la derecha y Villar por la izquierda, pasa Carbón y rodea una pequeña montaña llamada El Monticón a la altura de Ceregedo, en donde por su parte "oculta" se le une por su izquierda el río Castadel. Vuelve a dejarse ver desde la veiga, Coaña en su derecha, atraviesa el puente de La Cigoña y se une el arroyo de Ansilán en Meiro. Otro puente llamado con su mismo nombre y Valentín quedan más adelante, San Esteban a su derecha y Folgueras a su izquierda, para más tarde cruzar el puente de La Chungueira y unir sus aguas, ya como ría, a la ría de Navia en El Espín aproximadamente a kilómetro y medio del mar.
Durante todo su recorrido se pueden ver una gran cantidad de Molinos de agua y es destacable también sus hermosos meandros antes de entregar sus aguas al río Navia.